# Szpanów
Szpanów (ukr. Шпанів, Szpaniw) – dawne miasteczko, obecnie wieś na Ukrainie (Wołyń) w rejonie rówieńskim obwodu rówieńskiego, miejscowość licząca obecnie 2484 mieszkańców, położona nad rzeką Uście 2 km na północ od Równego.
Znajduje się tu przystanek kolejowy Szpanów, położony na linii Równe – Baranowicze – Wilno.

## Historia
Szpanów był rodową siedzibą Czapliców-Szpanowskich, herbu Kierdeja – prawdopodobnie uszlachconych w XIV w. Tatarów.
Szpanów był lokowany na prawie magdeburskim w 1562 r. z przywilejem dwóch jarmarków. Do 1569 r. Szpanów znajdował się w granicach Wielkiego Księstwa Litewskiego, a po unii lubelskiej w koronnym województwie wołyńskim. Od 1793 r. – po II rozbiorze Rzeczypospolitej Szpanów znalazł się na ziemiach włączonych do cesarstwa rosyjskiego (ziemie zabrane), w guberni wołyńskiej. W czasach II Rzeczypospolitej znajdował się w województwie wołyńskim. Od 17 września 1939 r. znajdował się w granicach Ukrainy – najpierw sowieckiej, obecnie niepodległej.
W wyniku działów i sprzedaży Szpanów wyszedł z rąk rodu Czapliców w pocz. XVII w. stając się własnością kolejno: Wiśniowieckich, Czołhańskich, Pepłowskich i Steckich. W posiadanie Steckich wszedł prawdopodobnie drogą zakupu przez Kazimierza Steckiego herbu Radwan, który przekazał go następnie swemu synowi Karolowi.
Gospodarczo ożywił Szpanów wnuk generała Michała Gedeona Radziwiłła i ostatni z Radziwiłłów szpanowskich – Michał Piotr Radziwiłł, który wybudował w nim manufakturę meblarską. Umierając bezpotomnie w 1903 r., zapisał Szpanów (podobnie jak i należący do niego Nieborów) swemu kuzynowi – Januszowi Radziwłłowi – Ordynatowi Ołyckiemu, który rozwinął w Szpanowie cukrownictwo, skupiając w swych rękach kontrolny pakiet akcji największej na Wołyniu cukrowni w Oleksinie.

## Zabytki
- pałac - za rządów Kazimierza Steckiego i jego syna Karola Steckiego powstał zapewne pierwotny klasycystyczny pałac, którego projekt mógł wyjść spod ręki Sz. B. Zuga. Pałac wraz z majątkiem otrzymała w wianie córka Karola Steckiego – Aleksandra, która w 1815 r. poślubiła Michała Gedeona Radziwiłła. Zapewne nie bez wpływu opinii swej teściowej – Heleny Radziwiłłowej z Przeździeckich, podjęła decyzję o przebudowie pałacu, ogrodu i parku, czyniąc ze Szpanowa jedną z najwspanialszych rezydencji na Wołyniu. Pałac został przebudowany ok. roku 1830 i wiązać można z tym dziełem Henryka Ittara – współtwórcę parku w Arkadii nieborowskiej i pałacu w Zaborolu. Obok pałacu stanęła duża oficyna, uporządkowano także wjazd do pałacu przez most między dwoma stawami. Twórcą szpanowskiego parku i ogrodu był Dionizy Mikler[1], którego projekt był na tyle udany, że podziwiany był jeszcze w 1939 r. przez prof. Gerarda Ciołka. W doskonale zakomponowanym parku, łączącym w naturalny sposób drzewa iglaste i liściaste z krajobrazem, do dziś przetrwały okazy jesiona zwyczajnego (350 lat), sześciu modrzewi polskich (150 lat) oraz Topoli białej (160 lat).

Szpanów pozostał w rodzie Radziwiłłów do wybuchu II wojny światowej. Po generale Radziwille przejął go (z uwzględnieniem w międzyczasie konfiskaty przez rząd carski po powstaniu listopadowym) jego najstarszy syn Karol, który zmuszony był zamieszkać w oficynie po pożarze pałacu ok. r. 1870. Po II wojnie światowej teren rezydencji należał do wojska. Mimo upływu czasu i zaniedbania w Szpanowie do dzisiaj widoczne są ślady wspaniałego założenia pałacowego-parkowego.
- kościół pw. świętych Piotra i Pawła ufundowany w 1726 r. przez Piotra Pepłowskiego – podstarościego kijowskiego, opuszczony w 1945 r. i zaniedbany
- cerkiew pw. św. Barbary z 1855 r.

## Sport
Do 1939 roku w miejscowości funkcjonował klub piłkarski Ochotniczej Straży Pożarnej Szpanów.